# Mai Phương (sinh 1972)
Mai Phương (sinh năm 1972) là một nữ diễn viên nổi tiếng từ những thập niên 80, 90 của thế kỷ 20, từng được xem là "thần đồng điện ảnh" Việt Nam.

## Cuộc đời
Mai Phương tên đầy đủ là Nguyễn Thị Mai Phương, sinh năm 1972, là con gái của Nghệ sĩ nhân dân Hồng Sến và nữ nghệ sĩ Kim Chi. Cuộc hôn nhân của hai nghệ sĩ Hồng Sến và Kim Chi từng được xem là hình mẫu lý tưởng của giới nghệ sĩ thời bấy giờ. Cả hai có với nhau 2 người con chính là Mai Phương và cậu em trai Hồng Chi. Tuy nhiên, cuộc hôn nhân này đã chấm dứt khi có sự xuất hiện của nữ diễn viên Thúy An. Sau khi Hồng Sến và Thúy An kết hôn, hai chị em Mai Phương sống tại một biệt thự ở Sài Gòn cùng cha và mẹ kế.
Từ nhỏ, Mai Phương đã theo cha đến phim trường và tiếp xúc điện ảnh. Năm 6 tuổi, cô đã tham gia vào bộ phim đầu tiên trong sự nghiệp của mình, chính là Mùa gió chướng do cha cô đạo diễn. Từ đây, cô bắt đầu gắn bó với sự nghiệp điện ảnh với các vai diễn nhí. Năm 1984, Mai Phương tiếp tục vào vai bé Thơ trong phim Cho đến bao giờ của đạo diễn Huy Thành. Vai diễn này đã giúp cô giành được giải thưởng Diễn viên phụ xuất sắc tại Liên hoan phim thành phố Hồ Chí Minh lần thứ 1 vào năm 1985.
Năm 1992, cô kết hôn và mang thai, tuy nhiên vẫn tham gia vào bộ phim Những bóng ma trong rừng. Đây không chỉ là bộ phim cuối cùng của đạo diễn Hồng Sến, cũng là bộ phim cuối cùng Mai Phương tham gia diễn xuất. Sau khi sinh con, cô chuyển về sinh sống ở Long Thành, dần từ bỏ nghề diễn viên để làm bà chủ một quán cà phê ở Long Thành. Cô có 2 người con gái, con gái lớn là Thùy Dương (nghệ danh Yu Dương) cũng đã nối nghiệp diễn viên của mẹ. Năm 1995, cha qua đời, mẹ kế dẫn theo con gái riêng sang Lào sinh sống và làm việc, Mai Phương đã trải qua một thời gian khó khăn trong cuộc sống.

## Tác phẩm

### Diễn viên
| Năm  | Tên phim                         | Vai diễn               | Đạo diễn         | Nguồn  |
| ---- | -------------------------------- | ---------------------- | ---------------- | ------ |
| 1978 | Mùa gió chướng                   | Em bé                  | NSND Hồng Sến    |        |
| 1982 | Vùng gió xoáy                    | Cháu nội Hai Lúa       | NSND Hồng Sến    |        |
| 1983 | Hòn Đất                          | Bé Tý                  | NSND Hồng Sến    | [ 9 ]  |
| 1984 | Cho đến bao giờ                  | Bé Thơ                 | NSND Huy Thành   |        |
| 1988 | Nhiệm vụ Hoa Hồng                | Nữ thám tử Thảo        | NSND Hồng Sến    |        |
|      | Yêu đương ở độ tuổi nào          |                        |                  |        |
| 1990 | Chiến trường chia nửa vầng trăng | Nữ chiến sĩ giải phóng | NSND Hồng Sến    | [ 10 ] |
| 1990 | Người đàn bà bị săn đuổi         |                        | Hoàng Tích Chỉ   |        |
| 1992 | Chị em sinh đôi                  | Kiều Ngọc, Lan Vi      | NSƯT Kim Chi     | [ 11 ] |
| 1992 | Ảo ảnh tình yêu                  |                        | Lưu Nghiệp Quỳnh | [ 10 ] |
| 1993 | Những bóng ma rừng               | Cô gái Xà Niêng        | NSND Hồng Sến    |        |

### Biên kịch
| Năm  | Tên phim           | Đạo diễn        | Ghi chú                                     | Nguồn  |
| ---- | ------------------ | --------------- | ------------------------------------------- | ------ |
| 2006 | Trái tim bạc       | Nguyễn Hồng Chi | Phim ngắn đoạt giải Cánh diều bạc 2006      | [ 12 ] |
| 2012 | Đôi cánh đồng tiền | Minh Cao        | Phim truyền hình 30 tập phát sóng trên VTV3 | [ 1 ]  |

## Giải thưởng
| Năm  | Lễ trao giải                                       | Hạng mục                     | Tác phẩm          | Kết quả   | Nguồn  |
| ---- | -------------------------------------------------- | ---------------------------- | ----------------- | --------- | ------ |
| 1985 | Liên hoan phim thành phố Hồ Chí Minh lần thứ 1     | Diễn viên phụ xuất sắc       | Cho đến bao giờ   | Đoạt giải | [ 13 ] |
| 1986 | Giải thưởng của Hội điện ảnh thành phố Hồ Chí Minh | Diễn viên xuất sắc nhất      | Cho đến bao giờ   | Đoạt giải | [ 14 ] |
| 1988 | Liên hoan phim Việt Nam lần thứ 8                  | Diễn viên thiếu nhi xuất sắc | Nhiệm vụ Hoa Hồng | Đoạt giải | [ 15 ] |